# 兵事区
兵事区（へいじく）は、大日本帝国陸軍の陸軍管区の一つ。日本統治時代の朝鮮、台湾および満洲などの外地に設置された。各兵事区は地名を冠し、陸軍兵事部が区域内の徴兵・召集などの事務を所掌した。

## 概要
兵事区には陸軍兵事部が置かれ、長は兵事部長。以下の事務を所掌した。
- 徴兵・召募に関する事項
- 在郷軍人に関する事項（服役召集、恩給、賜金、扶助金、賞典）
- 在郷将校団に関する事項
- 在郷軍人会に関する事項
- 国防思想の普及に関する事項
- 軍人援護および職業補導に関する事項
- 陸軍大臣の定める兵事事務に関する事項

1939年（昭和14年）、陸軍兵事部令が制定され、朝鮮軍の下に2師団管区および6兵事区、台湾軍の下に2兵事区が設けられた。
1941年（昭和16年）、陸軍管区表の改正で台湾軍に1兵事区が、関東軍の下に7兵事区が設けられた。
1942年（昭和17年）、改正陸軍兵事部令において北京、南京、広東陸軍兵事部が設けられた、これらは兵事区は置かれず担当区域は支那軍最高指揮官の定めるものとした。
1943年（昭和18年）、陸軍管区表が改正され朝鮮軍に7兵事区が、関東軍に2兵事区が新設された。また、改正陸軍兵事部令において南洋諸島を担当区域とするパラオ兵事区が設置された。
1944年（昭和19年）、陸軍管区表が改正され台湾軍に2兵事区が新設された。

## 区割りの変遷

### 1939年陸軍管区表
| 軍管区 | 師管     | 兵事区 | 管轄区域                         |
| ------ | -------- | ------ | -------------------------------- |
| 朝鮮軍 | 第19師団 | 羅南   | 咸鏡北道                         |
| 朝鮮軍 | 第19師団 | 咸興   | 咸鏡南道                         |
| 朝鮮軍 | 第20師団 | 京城   | 京畿道、江原道、忠清北道         |
| 朝鮮軍 | 第20師団 | 平壌   | 平安北道、平安南道、黄海道       |
| 朝鮮軍 | 第20師団 | 大邱   | 慶尚北道、慶尚南道               |
| 朝鮮軍 | 第20師団 | 光州   | 忠清南道、全羅北道、全羅南道     |
| 台湾軍 | -        | 台北   | 台北州、台中州、新竹州、花蓮港庁 |
| 台湾軍 | -        | 台南   | 台南州、台東庁、高雄州、澎湖庁   |

### 1941年陸軍管区表
| 軍管区 | 師管 | 兵事区   | 管轄区域                                   |
| ------ | ---- | -------- | ------------------------------------------ |
| 朝鮮軍 | 羅南 | 羅南     | 咸鏡北道                                   |
| 朝鮮軍 | 羅南 | 咸興     | 咸鏡南道                                   |
| 朝鮮軍 | 京城 | 京城     | 京畿道、江原道、忠清北道                   |
| 朝鮮軍 | 京城 | 平壌     | 平安北道、平安南道、黄海道                 |
| 朝鮮軍 | 京城 | 大邱     | 慶尚北道、慶尚南道                         |
| 朝鮮軍 | 京城 | 光州     | 忠清南道、全羅北道、全羅南道               |
| 台湾軍 | -    | 台北     | 台北州、台中州、新竹州                     |
| 台湾軍 | -    | 台南     | 台南州、高雄州、澎湖庁                     |
| 台湾軍 | -    | 花蓮港   | 花蓮港庁、台東庁                           |
| 関東軍 | -    | 新京     | 吉林省、四平省、間島省、通化省、新京特別市 |
| 関東軍 | -    | 奉天     | 奉天省、安東省                             |
| 関東軍 | -    | 錦州     | 興安西省、熱河省、錦州省                   |
| 関東軍 | -    | 大連     | 関東州                                     |
| 関東軍 | -    | 斉々哈爾 | 龍江省、興安南省、興安東省、興安北省       |
| 関東軍 | -    | 哈爾浜   | 浜江省、北安省、黒河省                     |
| 関東軍 | -    | 牡丹江   | 牡丹江省、東安省、三江省                   |

### 1943年陸軍管区表
| 軍管区 | 師管 | 兵事区   | 管轄区域                             |
| ------ | ---- | -------- | ------------------------------------ |
| 朝鮮軍 | 羅南 | 羅南     | 咸鏡北道                             |
| 朝鮮軍 | 羅南 | 咸興     | 咸鏡南道                             |
| 朝鮮軍 | 京城 | 京城     | 京畿道                               |
| 朝鮮軍 | 京城 | 平壌     | 平安南道                             |
| 朝鮮軍 | 京城 | 大邱     | 慶尚北道                             |
| 朝鮮軍 | 京城 | 光州     | 全羅南道                             |
| 朝鮮軍 | 京城 | 新義州   | 平安北道                             |
| 朝鮮軍 | 京城 | 海州     | 黄海道                               |
| 朝鮮軍 | 京城 | 春川     | 江原道                               |
| 朝鮮軍 | 京城 | 清州     | 忠清北道                             |
| 朝鮮軍 | 京城 | 釜山     | 慶尚南道                             |
| 朝鮮軍 | 京城 | 大田     | 忠清南道                             |
| 朝鮮軍 | 京城 | 全州     | 全羅北道                             |
| 台湾軍 | -    | 台北     | 台北州、台中州、新竹州               |
| 台湾軍 | -    | 台南     | 台南州、高雄州、澎湖庁               |
| 台湾軍 | -    | 花蓮港   | 花蓮港庁、台東庁                     |
| 関東軍 | -    | 新京     | 吉林省、新京特別市                   |
| 関東軍 | -    | 奉天     | 奉天省                               |
| 関東軍 | -    | 通化     | 四平省、通化省、安東省               |
| 関東軍 | -    | 錦州     | 興安西省、熱河省、錦州省             |
| 関東軍 | -    | 大連     | 関東州                               |
| 関東軍 | -    | 間島     | 間島省                               |
| 関東軍 | -    | 斉々哈爾 | 龍江省、興安南省、興安東省、興安北省 |
| 関東軍 | -    | 哈爾浜   | 浜江省、北安省、黒河省               |
| 関東軍 | -    | 牡丹江   | 牡丹江省、東安省、三江省             |

附則：パラオ兵事区においてはサイパン支庁、パラオ支庁、ヤップ支庁を第一徴募区とする

### 1944年陸軍管区表
| 軍管区 | 師管区 | 兵事区   | 管轄区域               |
| ------ | ------ | -------- | ---------------------- |
| 朝鮮軍 | 羅南   | 羅南     | 咸鏡北道               |
| 朝鮮軍 | 羅南   | 咸興     | 咸鏡南道               |
| 朝鮮軍 | 平壌   | 新義州   | 平安北道               |
| 朝鮮軍 | 平壌   | 平壌     | 平安南道               |
| 朝鮮軍 | 平壌   | 海州     | 黄海道                 |
| 朝鮮軍 | 京城   | 春川     | 江原道                 |
| 朝鮮軍 | 京城   | 京城     | 京畿道                 |
| 朝鮮軍 | 京城   | 清州     | 忠清北道               |
| 朝鮮軍 | 京城   | 大田     | 忠清南道               |
| 朝鮮軍 | 大邱   | 大邱     | 慶尚北道               |
| 朝鮮軍 | 大邱   | 釜山     | 慶尚南道               |
| 朝鮮軍 | 光州   | 全州     | 全羅北道               |
| 朝鮮軍 | 光州   | 光州     | 全羅南道               |
| 台湾軍 | -      | 台北     | 台北州、新竹州         |
| 台湾軍 | -      | 台中     | 台中州                 |
| 台湾軍 | -      | 台南     | 台南州                 |
| 台湾軍 | -      | 高雄     | 高雄州、澎湖庁         |
| 台湾軍 | -      | 花蓮港   | 花蓮港庁、台東庁       |
| 関東軍 | -      | 新京     | 吉林省、新京特別市     |
| 関東軍 | -      | 奉天     | 奉天省                 |
| 関東軍 | -      | 通化     | 四平省、通化省、安東省 |
| 関東軍 | -      | 錦州     | 熱河省、錦州省         |
| 関東軍 | -      | 大連     | 関東州                 |
| 関東軍 | -      | 間島     | 間島省公署の管轄区域   |
| 関東軍 | -      | 斉々哈爾 | 興安総省、龍江省       |
| 関東軍 | -      | 哈爾浜   | 浜江省、北安省、黒河省 |
| 関東軍 | -      | 牡丹江   | 東満総省、三江省       |